# Lumos (association)

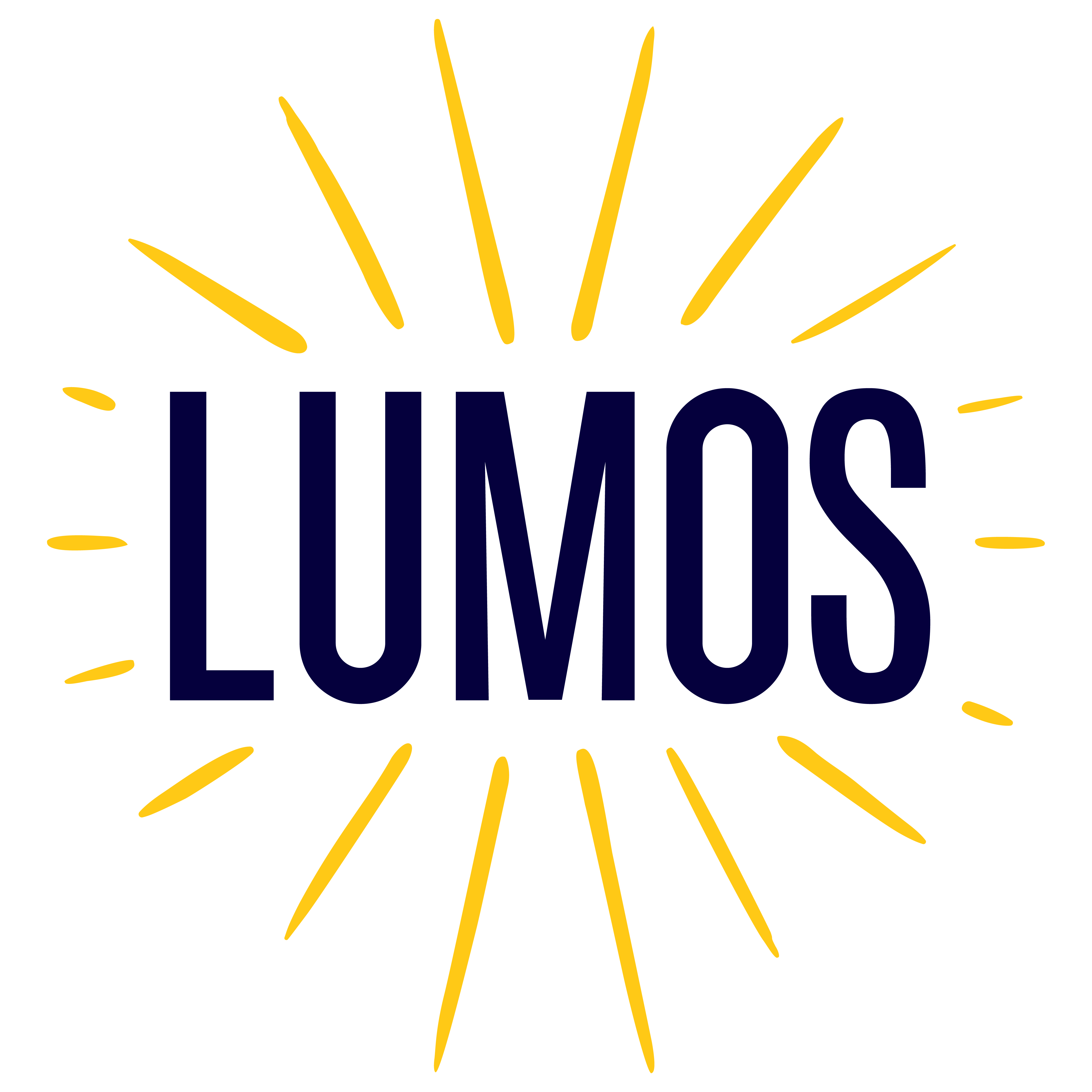
Logo de Lumos.

Lumos (anciennement le Children's High Level Group) est une ONG créée en 2005 par la romancière J. K. Rowling et la députée européenne et baronne Emma Nicholson. Cette organisation aide plus d'un million d'enfants en Europe dont la situation sociale est précaire. Son travail a débuté en Roumanie, puis en République tchèque après la découverte du système de lit-cages dans certains orphelinats de ce pays.
En 2010, l'organisation caritative devient Lumos, en référence au sortilège du même nom dans la saga Harry Potter écrite par sa fondatrice, et étend son activité à une protection des enfants dans un sens plus large.
En dix ans, l'association aurait permis d'éviter à plus de 20 000 enfants de rester dans un foyer d'enfance.

## Histoire
En juin 2004, après avoir vu un article dans The Sunday Times sur les enfants entretenus dans des lits-cages à l'intérieur d'institutions de République tchèque, J. K. Rowling s'est sentie obligée de réagir face à ce problème, : « J'ai regardé cette photo du garçon dans son lit-cage et j'ai senti qu'il n'avait absolument aucune voix. Ça m'a touchée comme rien d'autre car je ne pense pas que quelqu'un puisse être davantage impuissant qu'un enfant avec, peut-être, un handicap mental ou physique, enfermé loin de sa famille. C'était un constat très choquant pour moi et c'est là où tout a commencé ».
D'après la conversation entre Lauren Laverne et J. K. Rowling, à partir de 2016, Lumos a mis plus de 17,000 enfants hors des établissements. Elles ont établi un foyer d'accueil, de petits logements de groupe, où les enfants habitent dans les situations du type familial et ont trouvé les parents adoptifs dans la communauté des enfants.
En 2019, J. K. Rowling appelle à ce qu'il n'y ait plus de bénévolat dans les orphelinats, en alertant les étudiants occidentaux sur le business de ces institutions. Elle pointe du doigt certains orphelinats qui alimentent le trafic d'enfants en les utilisant comme appâts pour attirer les dons de l'étranger.

## Publications
- 2008 : Les Contes de Beedle le Barde (The Tales of Beedle the Bard) de J. K. Rowling, en association avec Bloomsbury.

Originellement écrit en sept exemplaires manuscrits, dont un cédé aux enchères à Amazon.com pour 1,95 million de livres sterling, l'œuvre a finalement été éditée pour le grand public. Selon le CHLG, La vente de plus de 2,6 millions d'exemplaires à travers le monde a rapporté plus de 4,2 millions de livres sterling à l'organisation.

## Conseil d'administration
Neil Blair est le chef du Conseil d'administration qui inclut : Kazem Behbehani (jusqu'au décembre 2014), Lucy Smith, Rachel Wilson, Sandy Loder, Rita Dattani, Nick Crichton, Danny Cohen (en) et Mark Smith.